# Изтлеуов, Турмагамбет
Турмагамбет Изтлеуов (каз. Тұрмағамбет Ізтілеуұлы, 9 июля 1882, Кармакшинский район, Сырдарьинская область, Туркестанское генерал-губернаторство, Российская империя — 15 мая 1939) — казахский советский акын, жырау, переводчик.

## Биография

Памятник Т. Изтлеуову в Алма-Ате, 2007

Происходит из рода кулыс кете племени алимулы.Обучался в аульной школе, затем в Медресе Мири Араб (1896—1899) в Бухаре и в медресе Кукельдаш (Ташкент) (1899—1905), где выучил арабский, персидский и турецкий языки. В 1905 вернулся в родной аул, основал мечеть и построил школу. Он учил детей словесности, поэзии до 1921 года. Уже тогда ученики зачитывались стихами первого его сборника «Назым». В 1936-1937 годах работал в Комиссариате народного просвещения Казахской ССР.
Свою первую басню «Чёрный жук» написал в четырнадцатилетнем возрасте. В 18 лет написал свою первую поэму «Дехканин Марди». За свою жизнь создал десять поэм, среди них поэмы «Мудрейший старец», «Пленная девушка», «Рауа бану» и другие.
Поддерживал национально-освободительное восстание 1916 года в Казахстане, чему посвятил своё толгау «Землю покрыла тревожная мгла» (1916). Ряд своих произведений посвятил Октябрьской революции, Компартии, Ленину — «Счастья тебе, Кенес-ага» (1918), «Ленин — солнце» (1923).
Значительную часть произведений поэта составляют рубаи, лирические стихотворения, афоризмы, басни, импровизации. В 1934 году он участвовал в 1-м республиканском слёте народных талантов. Турмагамбет – автор десяти поэм, таких, как «Мудрейший старец», «Пленная девушка», «Рауа бану» и других.
Ему принадлежит перевод на казахский язык поэмы Фирдоуси «Шахнаме» (40 тыс. строк), часть которой «Рустем — Дастан» (24 тыс. строк) была в 1961 году издана отдельной книгой. Известный таджикский писатель Садриддин Айни, с которым в Ташкенте учился Изтлеуов, именно его предложил в качестве переводчика этого выдающегося памятника персидской литературы. Но перед арестом Турмагамбет успел глубоко зарыть в родном ауле тридцать пять томов рукописи, написанной арабской вязью. Работа над священной книгой таджиков и иранцев оказалась роковой для поэта .
Арестован в 1937 году. Через два года погиб в застенках НКВД .

## Память
В 1981 году к 100-летию акына на Всесоюзной фирме грамзаписи «Мелодия» вышел альбом «Т. Изтлеуов (1882—1939)» (С30 16669 003) с записью его поэмы «Рауа бану» и лучших произведений (Накыл термелер) в исполнении Акмырзы Туякбаева в собственном сопровождении на домбре.
2 ноября 2007 года к 125-летию репрессированного акына в Алма-Ате в сквере на пересечении улиц Наурызбай батыра и Кабанбай батыра (бывшие Дзержинского и Калинина) напротив бывшего здания КГБ ему был установлен бронзовый памятник.
В 2009 году вышел документальный фильм киностудии «Казахфильм» «Турмагамбет» о поэте и переводчике Турмагамбете Изтлеуове, режиссёр и автор сценария Жанабек Жетыруов.